# Horizonte (solo)

A divisão em horizontes de um solo agrícola típico (O-, A-, B-, C- e R-, a rocha mãe).

Horizonte do solo é a designação usada no âmbito das ciências do solo e das ciências agrárias para cada uma das camadas aproximadamente paralelas à superfície do solo cujas características físicas, químicas e biológicas diferem consistentemente das camadas acima e abaixo. Os horizontes resultam dos processos de pedogénese e são geralmente definidos por características físicas distintivas fáceis de observar, principalmente pela cor e textura. Estas características distintivas podem ser descritos em termos absolutos (pela distribuição de tamanho de partícula da textura ou pelo so de uma escala de cores, por exemplo) ou em termos relativos ao material circundante (ou seja, 'mais grosso' ou 'mais arenoso', ou 'mais claro' ou 'mais escuro' do que os horizontes acima e abaixo).

## Descrição
Um horizonte do solo é o resultado dos processos de formação do solo (pedogénese). As camadas que não passaram por tais processos podem ser simplesmente chamadas de "camadas" e entendidas no contexto dos processos geológicos, nomeadamente como resultado de mecanismos aluvionares, de derrocadas ou outras formas de deposição em camadas de material geológico.
Muitos solos têm uma camada superficial orgânica, que é denominada com a letra "O" maiúscula (as letras podem diferir dependendo do sistema de classificação usado). O solo mineral geralmente começa com um horizonte A. Se existe um horizonte de subsolo bem desenvolvido como resultado da formação do solo, geralmente é chamado de horizonte B. Um horizonte subjacente de material amolecido, mas pouco desenvolvido, é designado por horizonte C. O leito rochoso duro é é geral denominado R. A maioria dos sistemas de classificação dos solos definiu mais horizontes e camadas do que apenas estas cinco, mas ainda assim, estas podem ser consideradas como «horizontes mestres» ou «horizontes principais», sendo a base da estrutura de classificação da quase totalidade dos sistemas.
Os solos com um histórico de interferência humana, por exemplo, através de grandes obras de terraplenagem ou lavoura profunda regular, podem carecer quase completamente de horizontes distintos. Ao examinar os solos no campo, deve-se prestar atenção à geomorfologia local e aos usos históricos aos quais a terra foi submetida, a fim de garantir que os nomes apropriados sejam aplicados aos horizontes observados.
Na generalidade dos sistemas de classificação, os horizontes identificados são indicados com símbolos, que são usados principalmente de forma hierárquica. Os horizontes mestres (horizontes principais) são indicados por letras maiúsculas. Os sufixos, na forma de letras minúsculas e algarismos, diferenciam ainda mais os horizontes, criando subcategorias. Existem muitos sistemas diferentes de símbolos de horizonte em uso em diferentes regiões. Nenhum sistema é o mais correto, pois como construções artificiais, a sua utilidade reside na capacidade de descrever com precisão as condições locais de maneira consistente. Devido às diferentes definições dos símbolos representativos de cada tipo de horizonte, os sistemas não podem ser misturados.
Na maioria dos sistemas de classificação do solo, os horizontes são usados para definir os tipos de solo. Por exemplo, o sistema de classificação alemão usa sequências de horizonte inteiras para definição do tipo. Outros sistemas escolhem determinados horizontes, os «horizontes de diagnóstico», para definição do tipo. Exemplos do uso de horizontes diagnóstico são os sistemas da World Reference Base for Soil Resources (WRB), da USDA e da CSIRO (Austrália).
Os horizontes diagnósticos são geralmente indicados com nomes, como «horizonte câmbico» (cambic) ou «horizonte espódico» (spodic). O WRB lista 40 horizontes de diagnóstico. Além desses horizontes de diagnóstico, algumas outras características do solo podem ser necessárias para definir um tipo de solo. Alguns solos não apresentam um claro desenvolvimento de horizontes.

### Estrutura típica de um solo
Na tabela que se segue, os horizontes são listados pela sua posição de cima para baixo ao longo do perfil do solo. Nem todos os horizontes estão presentes em todos os solos.
|   | Horizonte | Características |
| O | Camada orgânica superficial — Depedendo do coberto vegetal ou, no caso dos solos agrícolas, das práticas culturais e do tipo de cultivo, a parte superior do solo é frequentemente rica em matéria orgânica não decomposta, por vezes contendo uma camada de manta morta ou de húmus doce, mas a parte inferior pode ser fortemente humificada. Quando exista grande disponibilidade de matéria orgânica, como ocorre em solos florestais e em solos não agricultados com bom coberto vegetal, forma-se nesta camada uma estrutura sob a camada humífera que resulta numa manta de húmus em aerobiose designada por húmus doce. |                 |
| A | Solo superficial — Camada de solo mineral com maior acumulação de matéria orgânica e maior presença de vida do solo. Além disso, devido à alteração mais intensa devido ao maior contacto com a atmosfera, são formados e acumulados minerais contendo óxidos (principalmente óxidos de ferro e alumina) e argilas. Apresentam uma estrutura de solo bem definida, mas em alguns solos, os minerais de argila, de ferro, de alumínio, compostos orgânicos e outros constituintes são solúveis e são arrastados para baixo pelas águas de infiltração. Quando esta eluviação é pronunciada, um horizonte de solo subsuperficial E de cor mais clara é aparente na base do horizonte A. O horizonte A também pode ser o resultado de uma combinação de solo que sofreu bioturbação e processos de superfície que separam as partículas finas de solo superficial biologicamente acumuladas. Neste caso, o horizonte A é considerado um "biomanto". Com o horizonte B forma o «solum», «sólum» ou «solo verdadeiro», o conjunto dos horizontes A e B do solo, no qual se inclui o solo arável, ou seja a camada mobilizável nas práticas agrícolas convencionais. |                 |
| B | Subsolo — Corresponde, aproximadamente à parte do solum subjacente à camada arável. Esta camada normalmente tem menos matéria orgânica do que o horizonte A, pelo que a cor é derivada principalmente da presença de óxidos de ferro. Os óxidos de ferro e os minerais de argila acumulam-se nesta camada como resultado da alteração dos materiais geológicos devido aos processos de meteorização. Nos solos em que as substâncias desçam do solo superficial, esta é a camada onde se acumulam. O processo de acumulação de minerais de argila, ferro, alumínio e compostos orgânicos é referido por iluviação. O horizonte B tem geralmente uma estrutura de solo bem marcada. |                 |
| C | Substrato — Camada de rochas não endurecidas pouco alteradas ou não meteorizadas. Esta camada pode acumular compostos mais solúveis como CaCO3. Os solos formados in situ a partir de material não endurecido exibem semelhanças com esta camada que forma os horizontes C. |                 |
| R | Rocha mãe (rocha matriz, material parental ou material originário) — Os horizontes R denotam o leito rochoso parcialmente alterado ou não meteorizado na base do perfil do solo. Ao contrário das camadas acima, os horizontes R compreendem em grande parte massas contínuas (em oposição a pedregulhos) de rocha dura que não podem ser escavadas manualmente. Os solos formados in situ a partir do leito rochoso exibem fortes semelhanças com esta camada rochosa. |                 |

### Conceitos de «horizonte» e «camada»
O termo «camada», denotando uma estrutura de origem geogénica ou antropogénica, deve ser distinguido do termo «horizonte do solo». Uma camada é o resultado de processos de génese geológica ou antropogénica, como a sedimentação natural ou o aterro artificial e a terraplenagem. Pode ser reconhecido por uma mudança no material que não é causada pelos processos de formação do solo (por exemplo, areia sobre argila). Os horizontes do solo, por outro lado, são o resultado da pedogénese (formação do solo).
O solo pode ser constituído por uma ou mais camadas (sólidas ou soltas). Como regra, formam-se vários horizontes em cada camada. Contudo, os solos constituídos por estratos muito delgados, ou estratos com pedogénese ainda não avançada, por vezes mostram apenas um único horizonte. Por outro lado, a pedogénese pode fazer com que camadas originalmente existentes deixem de ser reconhecíveis no perfil do solo e que várias camadas apareçam como um único horizonte.
O exemplo a seguir pretende explicar a diferença entre um horizonte (pedogénico) e uma camada (geogénica). No sopé dos Alpes, é frequente encontrar uma camada de loess sobre uma camada de depósitos neogénicos. O loess contém carbonato de cálcio, mas os sedimentos neogénicos apresentam-se muitas vezes livres de carbonatos. A pedogénese ocorreu em ambos os estratos. Na camada de loess há acumulação de húmus, lixiviação de carbonato, alteração dos silicatos primários com a formação de argilominerais e óxidos (especialmente óxidos de ferro) e, finalmente, os efeitos da lessivagem que ao remover argilas produzem uma mudança da cor do solo. Se a camada de loess não for muito espessa, ficou completamente livre de carbonatos no decorrer do Holoceno e deixou de apresentar um horizonte C. Então a sequência do horizonte é Ah / Al / Bt. A formação do solo também ocorre na camada do Neogeno, que muitas vezes começou muito antes do Holoceno. Ocorre meteorização dos silicatos com formação de minerais de argila e óxidos. Os minerais argilosos da fina camada de loess são muitas vezes arrastados para a parte superior da camada do Neogeno. Esta camada tem assim a sequência de horizonte Btv / Bv / ilCv. Toda a sequência do horizonte do solo é: Ah / Al / Bt / IIBtv / IIBv / IIilCv. Os algarismos romanos II designam a segunda camada.
Neste contexto, e feita a destrinça em relação a camadas com origem nos processos meramente geodinâmicos e antrópicos, conclui-se que os horizontes do solo são estruturas presentes nos solos que apresentam características e propriedades uniformes com origem nos processos de pedogénese e que diferem marcadamente das estruturas situadas acima ou abaixo no perfil do solo. O factor distintivo determinante é a sua origem nos processos de formação e desenvolvimento do solo (a pedogénese), os quais geralmente afetam ou permeiam o solo verticalmente de cima para baixo, daí a estrutura dos horizontes ser aproximadamente paralela à superfície do solo. 
Os processos de pedogénese são principalmente processos naturais, ou seja, físicos ou químicos de alteração dos materiais geológico e orgânicos pela meteorização (efeitos do calor, frio, precipitação), atividade biológica (do édafon, com destaque para os efeitos das raízes das plantas, da escavação por animais e do efeitos das minhocas e dos micro-organismos do solo), da lixiviação e de outros mecanismos de transporte de substâncias pelas águas de infiltração (com destaque para a iluviação e eluviação e para a lessivagem). Nas regiões povoadas, e especialmente nos solos agricultados, as componentes antropogénicas têm grande influência (realocação do solo, entrada de material, lavoura).

### Nomenclatura dos horizontes
Estão em uso múltiplos sistemas de classificação dos solos, nos quais a nomenclatura utilizada para designar os diferentes horizontes do solo difere marcadamente. Estes sistemas também diferem na utilização de horizontes e camadas intermédios, para além dos horizontes mestres atrás apontados, e na utilização de sufixos e de outros qualificativos para distinguir parâmetros físico-químicos e de pedogénese nos diferentes horizontes.
Outra área de diferenciação entre sistemas de classificação é o uso de horizontes de diagnóstico, com uma complexa terminologia associada, visando uma melhor descrição dos horizontes e dos mecanismos de pedogénese que estão na sua origem.
Assim, a título meramente exemplificativo, nas tabelas seguintes são apontados, em relação aos sistemas de classificação mais comuns, as definições e a nomenclatura utilizada para os principais horizontes do solo.
Normas da Base de Referência Mundial para Recursos de Solos (conforme o WRB Manual)
A Base de Referência Mundial para Recursos de Solos (WRB, World Reference Base for Soil Resources) é a norma internacional taxonómica do sistema de classificação de solos da União Internacional das Ciências do Solo (IUSS, International Union of Soil Sciences), desenvolvida a nível internacional sob a coordenação do Centro Internacional de Informação e de Referência de Solos (ISRIC, International Soil Reference and Information Centre) com o patrocínio da IUSS e da Divisão de Fomento de Terras e Águas da Organização das Nações Unidas para a Alimentação e a Agricultura (FAO), cuja classificação de solos substituiu. Tendo em conta esta substituição, foram també aqui incluídas as recomendações da FAO contidas nas Guidelines for Soil Description (2006).
O capítulo 10 do WRB Manual (edição de 2022), editado pelo International Soil Reference and Information Centre (ISRIC), agora World Data Centre for Soils (WDC-Soils), contém um conjunto de definições gerais que servem de base à descrição dos horizontes do solo contida na tabela que se segue. Essas definições são as seguintes:
- Terra fina (ou matriz do solo) — os constituintes minerais do solo com diâmetro eficaz ≤ 2 mm (geralmente subdividida para efeitos texturais em areia, silte e argilas). O solo total compreende a terra fina, fragmentos grosseiros, artefactos, partes cimentadas e resíduos de plantas mortas de qualquer tamanho.
- Manta morta (ou serrapilheira) — uma camada solta que contém > 90% (em volume, com referência à terra fina mais todos os resíduos vegetais mortos) de tecidos vegetais mortos reconhecíveis (por exemplo, folhas não decompostas). O material vegetal morto ainda conectado a plantas vivas (por exemplo, partes mortas de musgos do género Sphagnum) não é considerado parte da camada de manta morta. A «superfície do solo» (0 cm) é por convenção a superfície do solo após a remoção, se presente, da camada de manta morta e, se presente, abaixo da camada de plantas vivas (por exemplo, de musgos vivos). A «superfície do solo mineral» é o limite superior da primeira camada constituída por material mineral.
- Camada de solo — camada, aproximadamente paralela à superfície do solo, com propriedades diferentes das camadas acima ou abaixo. Se pelo menos uma dessas propriedades for resultado de processos de formação do solo, a camada é designada por «horizonte do solo». Em consequência, o termo «camada» é usado para indicar a possibilidade de que os processos de formação do solo não tenham ocorrido.

- As seguintes camadas são distinguidas e usadas como materiais de diagnóstico (ver Capítulo 3.3 do Manual WRB):[14]
  - Camadas orgânicas — constituídas por material orgânico, apresentando um teor de carbono orgânico ≥ 20% em volume, não incluindo artefactos, e tomando como base de referência a terra fina mais os resíduos de plantas mortas (com comprimento e diâmetro ≤ 5 mm) que não façam parte da camada de manta morta.
  - Camadas organotécnicas — constituídas por material organotécnico: com artefactos que representam ≥ 35%, em volume, relativo ao solo total, contendo ≥ 20% de carbono orgânico, e com < 20% de carbono orgânico, não consistindo em artefactos (em relação à terra fina mais os resíduos vegetais mortos de qualquer comprimento e diâmetro ≤ 5 mm).
  - Camadas minerais — são todas as outras camadas.

A designação consiste numa letra maiúscula (símbolo mestre), que na maioria dos casos é seguida por uma ou mais letras minúsculas (sufixos).
| Horizonte | Descrição (de acordo com a Base de Referência Mundial para Recursos de Solos (World Reference Base for Soil Resources (WRB), 4.ª edição, 2022) |
| --------- | --- |
| H         | Horizonte orgânico ou camada organotécnica, não fazendo parte de camada de manta morta; Saturação de água > 30 dias consecutivos na maioria dos anos e drenada; Geralmente inclui as camadas de turfa e as camadas orgânicas de origem límnica. |
| O         | Horizonte orgânico ou camada organotécnica, não fazendo parte da camada de manta morta; Saturação de água ≤ 30 dias consecutivos na maioria dos anos e não drenado; Geralmente considerado como um horizonte não turfoso e não límnico. |
| A         | Horizonte mineral situado na superfície do solo mineral ou enterrado; Contém matéria orgânica que foi pelo menos parcialmente modificada in situ; Estrutura do solo e/ou elementos estruturais criados pelo cultivo em ≥ 50% (em volume, relativo à terra fina), ou seja, estrutura rochosa, se presente, representa < 50% (em volume). |
| E         | Horizonte mineral; Perdeu por movimento descendente dentro do solo (vertical ou lateralmente) uma ou mais das seguintes espécies: minerais ou mineraloides de Fe, Al e/ou Mn; minerais de argila; matéria orgânica. |
| B         | Horizonte mineral que se formou (pelo menos originalmente) abaixo de um horizonte A ou E; Estrutura rochosa, se presente, em < 50% (em volume, relativo à terra fina); Ocorreu um ou mais dos seguintes processos de formação do solo: - Formação de uma estrutura agregada no solo; - Formação de minerais de argila e/ou óxidos de Fe e Al; - Acumulação por processos de iluviação de uma ou mais das seguintes espécies; Fe, Al e/ou Mn; minerais de argila; matéria orgânica; sílica; carbonatoss; gesso - Remoção de carbonatos ou de gesso. Nota bene: Os horizontes B também podem apresentar outras acumulações. |
| C         | Inclui uma camada de material mineral não consolidado, resultante da alteração do material original do qual os horizontes sobrejacentes se originaram. Camada mineral; não consolidado (pode ser cortado com pá quando húmido), ou relativamente consolidado e mais fraturado que a camada R; Formação de solo ausente ou formação de solo incipiente que não satisfaz os critérios dos horizontes A, E e B. |
| R         | Rocha consolidada (rocha matriz ou rocha mãe) ou material parental do solo Amostras secas ao ar ou ainda mais secas, quando colocadas em água, não amolecem em 24 horas; As fraturas, se presentes, ocupam menos de 10% (em volume, em relação a todo o solo); O material não é resultante da cimentação de um horizonte de solo. |
| I         | Gelo; Camada com ≥ 75% gelo (por volume, em relação ao solo total), permanente, abaixo de um horizonte H, O, A, E, B ou C. Típico dos solos com permafrost. |
| W         | A água permanente acima da superfície do solo ou entre os horizontes; Pode ser congelada sazonalmente. |
| Notas     | Horizontes de transição com propriedades de dois horizontes são indicados com 2 letras maiúsculas, por exemplo AE, BE, BC, AC ou CR. |
| Notas     | Um horizonte misto, onde as partes são reconhecíveis, é indicado com um /, por exemplo E/B, B/C. |
| Notas     | Se houver descontinuidade litológica, isso é indicado com um número na frente da indicação do horizonte: - Por exemplo, se o horizonte C for diferente do material do qual o solo é formado, é precedido por um 2 - O perfil do solo será então expresso, por exemplo, como A, B, 2C. |

O sistema WRB, como aliás a maioria dos sistemas de classificação, recorre a um conjunto de letras que são usadas como sufixos para os símbolos principais. Na tabela que se segue, entre colchetes é indicado a quais símbolos mestres cada um dos sufixos pode ser adicionado. Os sufixos «e e «i» têm significados diferentes para camadas orgânicas e minerais. Em resultado da utilização de sufixos, uma letra minúscula adicionada fornece mais informações sobre as propriedades de um horizonte de solo. Duas letras também podem ser combinadas para indicar mais propriedades, por exemplo Ahz, Btg ou Cck.
| Sufixo | Descrição (de acordo com a World Reference Base for Soil Resources (WRB), 4.ª edição (2022) |
| ------ | --- |
| a      | Material orgânico em avançado estado de decomposição (material sáprico ou sapric) (horizontes H, O). |
| b      | Horizonte enterrado; O horizonte foi formado e, em seguida, foi recoberto por material mineral carreado de outra zona (horizontes H, O, A, E, B). |
| c      | Horizonte com concreçõess e/ou nódulos; Apenas usado a seguir a um sufixo (k, q, v, y) indicador da substância acumulada. |
| d      | Horizonte hídrico drenado (apenas usado com o horizonte H). |
| e      | Material orgânico num estado intermédio de decomposição (horizontes H, O). |
| e      | Saprólito (apenas usado com o horizonte C). |
| f      | Presença de permafrost (horizontes H, O, A, E, B, C). |
| g      | Acumulação de óxidos de Fe e/ou Mn predominantemente dentro dos agregados do solo, se presentes, e perda desses óxidos na superfície dos agregados (horizontes A, B, C); Alternativamente, perda de Fe e/ou Mn por fluxo sub-superficial lateral e cores pálidas em ≥ 50 % da área exposta (horizonte E); Transporte por mobilização da forma reduzida. |
| h      | Presença de quantidades significativas de matéria orgânica (horizontes A, B, C): - Em horizontes A, pelo menos parcialmente por modificação in situ; - Em horizontes B, predominantemente por iluviação; - Em horizontes C, formando parte do material parental. |
| i      | Material orgânico num estado incipiente de decomposição (horizontes H, O). |
| i      | Presença de cascalho platiforme e/ou agregados em forma de cunha (apenas no horizonte B). |
| j      | Acumulação de jarosite e/ou schwertmannite (horizontes H, O, A, E, B, C). |
| k      | Acumulação de carbonatos secundários (horizontes H, O, A, E, B, C). |
| l      | Acumulação de Fe e/ou Mn em forma reduzida por água capilar ascendente, com subsequente oxidação (horizontes H, A, B, C); A acumulação ocorre predominantemente na superfície dos agregados do solo, se presentes, com redução dos óxidos no seu interior. |
| m      | Cimentação pedogénica em ≥ 50% do volume; Classe de cimentação: pelo menos moderadamente cimentado; Usado apenas se seguir outro sufixo (k, l, q, s, v, y, z) que indica o agente de cimentação. |
| n      | Percentagem de sódio trocável ≥ 6% (horizontes E, B, C). |
| o      | Acumulação residual de grandes quantidades de óxidos pedogénicos em horizontes fortemente alterados (apenas horizonte B). |
| p      | Horizonte modificado pelo cultivo (por exemplo, por ter sido lavrado); As camadas minerais são designadas como horizonte A, mesmo que tenham pertencido a outro horizonte antes do cultivo (horizontes H, O, A). |
| q      | Acumulação de sílica secundária (horizontes A, E, B, C). |
| r      | Forte redução por reação redox orgânica (horizontes A, E, B, C). |
| s      | Acumulação de óxidos de Fe, óxidos de Mn e/ou óxidos de Al por processos de iluviação vertical a partir de cima (horizontes B, C). |
| t      | Acumulação de minerais de argila por processos de iluviação (horizontes B, C). |
| u      | Horizonte que contém artefactos ou que é constituído por artefactos (horizontes H, O, A, E, B, C, R). |
| v      | Constituído por plintito, uma mistura de argila com quartzo e outros minerais, rica em ferro e pobre em húmus (horizontes B, C). |
| w      | Presença de estrutura do solo rica em filossilicatos, alofanas e/ou imogolites (apenas horizonte B). |
| x      | Presença de características frágicas (fragic) com formação de um imperme que impede a penetração das raízes (horizontes E, B, C). |
| y      | Acumulação de gesso secundário (horizontes A, E, B, C). |
| z      | Presença de sais facilmente solúveis (horizontes H, O, A, E, B, C). |
| @      | Alteração por crioturbação (alteração criogénica) (horizontes H, O, A, E, B, C). |
| α      | Presença de carbonatos primários (horizontes H, A, E, B, C, R); Nos horizontes R com origem na rocha mãe, nos restantes horizontes no material da matriz do solo (terra fina). |
| β      | Densidade aparente ≤ 0.9 kg dm-3 (apenas horizonte B). |
| γ      | Contém ≥ 5% de vidro vulcânico (por número de partículas) na fracção entre > 0.02 e ≤ 2 mm (horizontes H, O, A, E, B, C). |
| δ      | Alta densidade aparente (natural ou antrópica), que impede a penetração de raízes, exceto ao longo de fissuras (horizontes A, E, B, C). |
| λ      | Material depositado num corpo de água (sedimentos límnicos) (horizontes H, A. C). |
| ρ      | Apresenta características de relíquia; Usado apenas a seguir ao sufixo que indica a característica relíquia (sufixos g, k, l, p, r, @) |
| σ      | Saturação de água permanente sem características redoximórficas (horizontes A, D, B, C) |
| τ      | Material natural transportado pela ação humana (em relação a todo o solo) (horizontes H, O, A, B, C). |
| φ      | Acumulação de Fe e/ou Mn em forma reduzida por fluxo sub-superficial lateral com posterior oxidação (horizontes A, B, C). |
| Notas  | Podem ser usados números para subdividir os sub-horizontes, por exemplo Bt1 - Bt2 - Bt3 - Bt4. |
| Notas  | Os horizontes I e W não têm sufixos. |
| Notas  | A combinação de sufixos segue as seguintes regras: 1. O sufixo c segue o sufixo que indica a substância que forma as concreções ou nódulos; se a descrição exigir mais de um sufixo, cada um é seguido pelo c; 2. O sufixo m segue o sufixo que indica a substância que é o agente cimentante; se a descrição exigir mais de um sufixo, cada um é seguido pelo m.; 3. O sufixo ρ segue o sufixo que indica a característica relíquia; se a descrição exigir mais de um sufixo, cada um é seguido pelo ρ; 4. Se dois sufixos pertencem ao mesmo processo de formação do solo, cada é colocada imediatamente após o outro; na combinação de t e n, o t é escrito primeiro; as regras 1, 2 e 3 devem ser seguidas, se aplicável. Exemplos: Btn, Bhs, Bsh, Bhsm, Bsmh; 5. Se num horizonte B as características dos sufixos g, h, k, l, o, q, s, t, v ou y foram fortemente expressas, o sufixo w não é usado, mesmo que suas características estejam presentes; se as características dos sufixos mencionados forem fracamente expressas e as características do sufixo w também estiverem presentes, os sufixos são combinados; 6. Nos horizontes H e O, o sufixo i, e ou a é escrito primeiro; 7. Os sufixos @, f e b são escritos por último, se o sufixo b ocorrer junto com @ ou f (apenas se outros sufixos estiverem presentes também): @b, fb; 8. As combinações devem ser na sequência de dominância, a dominante primeiro. Exemplos: Btng, Btgb, Bkcyc. |
| Notas  | Horizontes de transição: - Se as características de dois ou mais horizontes principais forem sobrepostas, os símbolos desses horizontes são combinados sem interposição de qualquer marca; O horizonte dominante é colocado primeiro, seguido pelos restantes, cada um precedido pelos respetivos sufixos. Exemplos: AhBw, BwAh, AhE, EAh, EBg, BgE, BwC, CBw, BsC, CBs. - Se as características de dois ou mais horizontes principais ocorrerem na mesma faixa de profundidades, mas ocuparem partes distintas claramente separadas entre si, os símbolos são combinados com a barra (/), o dominante primeiro, cada um seguido dos respetivos sufixos. Exemplos: Bt/E (interpenetração de material E num horizonte Bt); C/Bt (horizonte Bt formando camadas dentro de um horizonte C). - Os horizontes W não podem ser combinado com outros símbolos principais. Os horizontes H, O, I e R só podem ser combinados usando a barra. |
| Notas  | Sequência dos horizontes: - A sequência dos horizontes é inscrita de cima para baixo, com um hífen no meio. - Se ocorrerem descontinuidades líticas, os estratos são indicados por algarismos anteriores, começando pelo segundo estrato. Os horizontes I e W não são considerados estratos. Todas as camadas do respectivo estrato são indicadas pelo número: Exemplo: Oi-Oe-Ah-E-2Bt-2C-3R. - Se ocorrerem duas ou mais camadas com a mesma designação, as letras são seguidas de algarismos. A sequência de numeração continua em diferentes estratos. Exemplos: Oi-Oe-Oa-Ah-Bw1-Bw2-2Bw3-3Ahb1-3Eb-3Btb-4Ahb2-4C Oi-He-Ha-Cr1-2Heb-2Hab-2Cr2-3Crγ. |

## Horizontes de diagnóstico
Muitos sistemas de classificação de solos têm horizontes de diagnóstico. Um horizonte de diagnóstico é um horizonte usado para definir unidades taxonómicas do solo (por exemplo, para definir o tipo de solo).
A presença ou ausência de um ou mais horizontes diagnóstico numa determinada profundidade é utilizada para a definição de uma unidade taxonómica. Além disso, a maioria dos sistemas de classificação usa algumas outras características do solo para a definição de unidades taxonómicas.
Os horizontes diagnósticos precisam ser minuciosamente definidos por um conjunto de critérios. Apenas a verificação de que todos os horizontes de um solo cumprem os requisitos estabelecidos para a unidade taxonómica e de que está presente o respetivo horizonte diagnóstico permite atribuir um solo (um pedon ou um perfil do solo) a determinada unidade taxonómica.
Cumpridos os restantes critérios, apenas com base nos horizontes diagnóstico identificados se pode proceder à alocação do solo a uma unidade taxonómica determinada.
Para os principais sistemas de classificação são listados os horizontes diagnóstico. Tendo em conta a utilização padronizada dos termos (e o facto destes não serem diretamente palavras de qualquer língua), opta-se pela manutenção dos termos originais, apenas incluindo entre parêntesis a versão aportuguesada quando a mesma tenha uso corrente.

### Base de Referência Mundial para Recursos de Solos (WRB)
A Base de Referência Mundial para Recursos de Solos (WRB, World Reference Base for Soil Resources) é a norma internacional taxonómica do sistema de classificação de solos da União Internacional das Ciências do Solo (IUSS, International Union of Soil Sciences), desenvolvida a nível internacional sob a coordenação do Centro Internacional de Informação e de Referência de Solos (ISRIC, International Soil Reference and Information Centre) com o patrocínio da IUSS e da Divisão de Fomento de Terras e Águas da Organização das Nações Unidas para a Alimentação e a Agricultura (FAO), cuja classificação de solos substituiu. Os horizontes diagnóstico utilizados são os seguintes:
- Horizonte albic (álbico)
- Horizonte anthraquic (antráquico)
- Horizonte argic (árgico)
- Horizonte calcic (cálcico)
- Horizonte cambic (câmbico)
- Horizonte chernic (chérnico)
- Horizonte cohesic (coesico)
- Horizonte cryic (críico)
- Horizonte duric (dúrico)
- Horizonte ferralic (ferrálico)
- Horizonte ferric (férrico)
- Horizonte folic (fólico)
- Horizonte fragic (frágico; fragipã)
- Horizonte gypsic (gípsico)
- Horizonte histic (hístico)
- Horizonte hortic (hórtico)
- Horizonte hydragric (hidrágrico)
- Horizonte irragric
- Horizonte limonic (limónico)
- Horizonte mollic (mólico)
- Horizonte natric (nátrico)
- Horizonte nitic (nítico)
- Horizonte panpaic (pampaico)
- Horizonte petrocalcic (petrocálcico)
- Horizonte petroduric (petrodúrico)
- Horizonte petrogypsic (petrogípsico)
- Horizonte petroplinthic (petroplíntico)
- Horizonte pisoplinthic (pisoplíntico)
- Horizonte plaggic
- Horizonte plinthic (plíntico)
- Horizonte pretic
- Horizonte protovertic
- Horizonte salic (sálico)
- Horizonte sombric (sômbrico)
- Horizonte spodic (espódico)
- Horizonte terric (térrico)
- Horizonte thionic (tiónico)
- Horizonte tsitelic
- Horizonte umbric (ûmbrico)
- Horizonte vertic (vértico)

### Taxonomia dos Solos do USDA
Os seguintes horizontes diagnóstico são usados pelo Sistema de Taxonomia dos Solos do USDA:
Horizontes diagnóstico de superfície (epipedon)
- Anthropic epipedon
- Folistic epipedon
- Histic epipedon
- Melanic epipedon
- Mollic epipedon (ver Mollisols)
- Ochric epipedon
- Plaggen epipedon
- Umbric epidpedon

Horizontes de diagnóstico sub-superficiais
- Agric
- Albic
- Anhydric
- Argillic
- Calcic
- Cambic (câmbico)
- Camada duripan
- Camada fragipan
- Glossic
- Gypsic
- Kandic
- Natric
- Nitic
- Camada Ortstein
- Oxic
- Petrocalcic
- Petrogypsic
- Petroplinthic
- Placic (plácico)
- Salic
- Sombric
- Spodic (espódico)